# Comarque de Calahorra
La comarque de Calahorra, (La Rioja - Espagne) se situe dans la région Rioja Baja, dans la zone de Vallée.

## Municipalités
- Autol
- Calahorra
- El Villar de Arnedo
- Pradejón
- Tudelilla

### Sources
- (es) Cet article est partiellement ou en totalité issu de l’article de Wikipédia en espagnol intitulé « Comarca de Calahorra » (voir la liste des auteurs).